# Шеннон, Эффи
Эффи Шеннон (англ. Effie Shannon; 13 мая 1867—24 июля 1954) — американская актриса театра и немого кино.

## Биография
За свою шестидесятилетнюю карьеру Шеннон сыграла различные главные роли в театре и кино. Начала свою карьеру в детстве, появившись в 1886 году на одной сцене с Джоном Маккаллоу и с Робертом Б. Мантеллом. Первым мужем Эффи был Генри Кай Гарлтон. Вместе со вторым мужем (или партнёром) Гербертом Келси выступала вместе на многочисленных спектаклях вплоть до его смерти в 1917 году, став романтическим дуэтом Бродвея задолго до Лант и Фонтанне. В 1914 году вместе с Келси снялась в своём первом немом фильме. Через два года в 1916 году они вместе снялись в ещё одном фильме, незадолго до смерти Герберта в 1917 году. После этого Шеннон снималась в немых фильмах до 1932 года, но продолжала карьеру на Бродвее. Одной из её последних ролей стало участие в постановке «Мышьяк и старые кружева» (англ. Arsenic and Old Lace).

## Фильмография
- После бала (1914)
- Сфинкс (1916)
- Её мальчик[англ.] (1918)
- Пепел любви[англ.] (1918)
- Общее дело[англ.] (1919)
- Любовник мамы[англ.] (1921)
- Безошибочный кремень (1922)
- Человек, сыгравший бога[англ.] (1922)
- Секреты Парижа (1923)
- Галстук, который связывает (1923)
- Жаклин или полыхающие барьеры (1923)
- Яркие огни Бродвея (1923)
- Рулетка (1924)
- Повреждённые сердца (1924)
- Обратная сторона шоу[англ.] (1924)
- Грешники на небесах[англ.] (1924)
- Душевный огонь[англ.] (1925)
- Салли из опилок[англ.] (1925)
- Бродячие пожары[англ.] (1925)
- Новая заповедь (1925)
- Жемчужина любви (1925)
- Скандалисты (1926)
- Высокая Низкая Брау (1929) *короткометражка
- Мудрый секс[англ.] (1932)